# Pasirlimus
Pasirlimus is een bestuurslaag in het regentschap Serang van de provincie Banten, Indonesië. Pasirlimus telt 5970 inwoners (volkstelling 2010).